# Trichosporon gracile
Trichosporon gracile är en svampart som först beskrevs av Weigmann & A. Wolff, och fick sitt nu gällande namn av E. Guého & M.T. Sm. 1992. Trichosporon gracile ingår i släktet Trichosporon och familjen Trichosporonaceae.   Inga underarter finns listade i Catalogue of Life.